# Seneca (South Carolina)
Seneca is een plaats (city) in de Amerikaanse staat South Carolina, en valt bestuurlijk gezien onder Oconee County.

## Demografie
Bij de volkstelling in 2000 werd het aantal inwoners vastgesteld op 7652.
In 2006 is het aantal inwoners door het United States Census Bureau geschat op 8030, een stijging van 378 (4.9%).

## Geografie
Volgens het United States Census Bureau beslaat de plaats een oppervlakte van
18,4 km², waarvan 18,3 km² land en 0,1 km² water. Seneca ligt op ongeveer 302 m boven zeeniveau.

## Plaatsen in de nabije omgeving
De onderstaande figuur toont nabijgelegen plaatsen in een straal van 16 km rond Seneca.